# Marantochloa cuspidata
Marantochloa cuspidata là một loài thực vật có hoa trong họ Marantaceae. Loài này được William Roscoe mô tả khoa học đầu tiên năm 1828 dưới danh pháp Maranta cuspidata. Năm 1954, Edgar Milne-Redhead chuyển nó sang chi Marantochloa.

## Phân bố
Loài bản địa miền tây châu Phi nhiệt đới tới Cộng hòa Trung Phi; bao gồm Ghana, Guinea, Bờ Biển Ngà, Liberia, Senegal, Sierra Leone, Togo và Cộng hòa Trung Phi.